# Jos Ruijs
Josephus Petrus Maria (Jos) Ruijs (Zeist, 18 maart 1955) is een voormalige Nederlandse roeier. Hij vertegenwoordigde Nederland eenmaal bij de Olympische Spelen, maar won hierbij geen medailles.
Zijn olympisch debuut maakte hij op 21-jarige leeftijd zijn olympisch debuut op de Olympische Spelen van 1976 in Montreal. Met een tijd van 6.53,55 werd hij als stuurman bij de vier met stuurman in de kleine finale vierde. Hiermee behaalde de Nederlandse boot een tiende plaats overall.
Hij was lid van de Delftsche Studenten RoeiVereeniging LAGA.

## Palmares

### roeien (vier met stuurman)
- 1976: 10e OS - 6.53,55

Martin Baltus · 
Adrie Klem · 
Evert Kroes · 
Gert Jan van Woudenberg · 
Jos Ruijs (stuurman)